# Powiat Pilski
Der Powiat Pilski ist ein Powiat (Kreis) in der polnischen Woiwodschaft Großpolen. Der Powiat hat eine Fläche von 1267,1 km², auf der etwa 136.200 Einwohner leben. Die Bevölkerungsdichte beträgt 108 Einwohner/km² (2019).

## Gemeinden
Der Powiat umfasst neun Gemeinden, davon eine Stadtgemeinde, sechs Stadt-und-Land-Gemeinden und zwei Landgemeinden.

### Stadtgemeinde
- Piła (Schneidemühl)

### Stadt-und-Land-Gemeinden
- Kaczory (Erpel)
- Łobżenica (Lobsens)
- Miasteczko Krajeńskie (Friedheim)
- Ujście (Usch)
- Wyrzysk (Wirsitz)
- Wysoka (Wissek)

### Landgemeinden
- Białośliwie (Weißenhöhe)
- Szydłowo (Groß Wittenberg)

## Partnerschaft
- Schwalm-Eder-Kreis in Deutschland